# Jeu positionnel
Aux échecs, le jeu positionnel (ou jeu de position) consiste, par opposition au jeu combinatoire (ou jeu de combinaison), à faire appel au jugement stratégique plutôt qu'au calcul tactique de multiples variantes. En pratique, ce jeu se caractérise par des manœuvres à long terme plutôt que par des menaces ou des attaques à court terme. Il vise l'accumulation de petits avantages au fur et à mesure du déroulement de la partie, et, ce faisant, la minimisation des risques. Il s'agit d'une vision concernant l'ensemble du jeu  sans entrer dans les variantes concrètes. Le jeu positionnel est donc très utile afin de sélectionner les coups candidats et de ne pas calculer les milliards de possibilités. Si les programmes d'échecs sont réputés être spécialisés en force brute de calcul, l'humain a plus recours au jeu positionnel.
La théorie du jeu positionnel a été forgée, dans ses écrits et dans ses parties, par celui qui est considéré comme le fondateur des échecs modernes, le premier champion du monde officiel, Wilhelm Steinitz. Cette façon de jouer fut mal comprise de ses contemporains. Par exemple, Henry Bird a critiqué ainsi la façon de jouer de Steinitz : « Placez le contenu d'une boîte de jeu d'échecs dans un chapeau, agitez vigoureusement, laissez tomber les pièces d'une hauteur d'un mètre sur l'échiquier, et vous aurez le style de Steinitz ».